# How Far?
How Far? è un singolo discografico del gruppo musicale britannico Gorillaz, pubblicato nel 2020 ed estratto dall'album Song Machine, Season One: Strange Timez (Deluxe edition). Il brano musicale vede la partecipazione del batterista nigeriano Tony Allen e del rapper britannico Skepta.

## Tracce
- Download digitale

1. How Far? (featuring Tony Allen & Skepta) – 2:46 (Damon Albarn, Remi Kabaka Jr.,)

Durata totale: 2:46